# EPrix van Mexico-Stad 2025
De ePrix van Mexico-Stad 2025 werd gehouden op 11 januari 2025 op het Autódromo Hermanos Rodríguez. Dit was de tweede race van het Formule E-seizoen 2024-2025.
De race werd gewonnen door Nissan-coureur Oliver Rowland, die startend vanaf de vierde plaats zijn eerste zege van het seizoen behaalde. António Félix da Costa werd voor Porsche tweede, terwijl zijn teamgenoot Pascal Wehrlein, die de pole position had behaald, als derde eindigde.

## Kwalificatie

### Groepsfase
De top vier uit iedere groep kwalificeerde zich voor de knockoutfase.
Groep A
| Pos | No | Coureur           | Team               | Tijd     |
| --- | -- | ----------------- | ------------------ | -------- |
| 1   | 1  | Pascal Wehrlein   | Porsche            | 1:14.610 |
| 2   | 23 | Oliver Rowland    | Nissan             | 1:14.657 |
| 3   | 9  | Mitch Evans       | Jaguar             | 1:14.891 |
| 4   | 48 | Edoardo Mortara   | Mahindra           | 1:15.115 |
| 5   | 22 | Zane Maloney      | Lola-Yamaha-ABT    | 1:15.436 |
| 6   | 51 | Nico Müller       | Andretti-Porsche   | 1:15.605 |
| 7   | 3  | David Beckmann    | Cupra Kiro-Porsche | 1:16.040 |
| 8   | 2  | Stoffel Vandoorne | Maserati           | 1:16.240 |
| 9   | 11 | Lucas di Grassi   | Lola-Yamaha-ABT    | 1:18.051 |
| 10  | 5  | Taylor Barnard    | McLaren-Nissan     | 1:19.191 |
| 11  | 16 | Sébastien Buemi   | Envision-Jaguar    | 1:22.854 |

Groep B
| Pos | No | Coureur                | Team               | Tijd     |
| --- | -- | ---------------------- | ------------------ | -------- |
| 1   | 7  | Maximilian Günther     | DS                 | 1:13.352 |
| 2   | 27 | Jake Dennis            | Andretti-Porsche   | 1:13.423 |
| 3   | 13 | António Félix da Costa | Porsche            | 1:13.491 |
| 4   | 25 | Jean-Éric Vergne       | DS                 | 1:13.528 |
| 5   | 8  | Sam Bird               | McLaren-Nissan     | 1:13.733 |
| 6   | 21 | Nyck de Vries          | Mahindra           | 1:14.061 |
| 7   | 55 | Jake Hughes            | Maserati           | 1:14.134 |
| 8   | 33 | Dan Ticktum            | Cupra Kiro-Porsche | 1:14.288 |
| 9   | 17 | Norman Nato            | Nissan             | 1:14.389 |
| 10  | 4  | Robin Frijns           | Envision-Jaguar    | 1:20.488 |
| 11  | 37 | Nick Cassidy           | Jaguar             | 1:20.644 |

### Knockoutfase
De combinatie letter/cijfer staat voor de groep waarin de betreffende coureur uitkwam en de positie die hij in deze groep behaalde.
|  | Kwartfinale            | Kwartfinale            |                        |          | Halve finale | Halve finale |  |  | Finale | Finale |
|  |                        |                        |                        |          |              |              |  |  |        |        |
|  |                        |                        |                        |          |              |              |  |  |        |        |
|  | A3-A2                  |                        |                        |          |              |              |  |  |        |        |
|  |                        |                        |                        |          |              |              |  |  |        |        |
|  | Mitch Evans            | 1:11.338               |                        |          |              |              |  |  |        |        |
|  | Mitch Evans            | 1:11.338               | K1-K2                  |          |              |              |  |  |        |        |
|  | Oliver Rowland         | 1:11.058               |                        |          |              |              |  |  |        |        |
|  | Oliver Rowland         | 1:11.058               | Oliver Rowland         | 1:11.222 |              |              |  |  |        |        |
|  | A4-A1                  |                        | Oliver Rowland         | 1:11.222 |              |              |  |  |        |        |
|  |                        | Pascal Wehrlein        | 1:11.040               |          |              |              |  |  |        |        |
|  | Edoardo Mortara        | Pascal Wehrlein        | 1:11.040               | 1:12.592 |              |              |  |  |        |        |
|  | Edoardo Mortara        |                        | H1-H2                  | 1:12.592 |              |              |  |  |        |        |
|  | Pascal Wehrlein        | 1:11.691               |                        |          |              |              |  |  |        |        |
|  | Pascal Wehrlein        | 1:11.691               | Pascal Wehrlein        | 1:10.984 |              |              |  |  |        |        |
|  | B3-B2                  |                        | Pascal Wehrlein        | 1:10.984 |              |              |  |  |        |        |
|  |                        | António Félix da Costa | 1:11.109               |          |              |              |  |  |        |        |
|  | António Félix da Costa | António Félix da Costa | 1:11.109               | 1:11.252 |              |              |  |  |        |        |
|  | António Félix da Costa | K3-K4                  |                        | 1:11.252 |              |              |  |  |        |        |
|  | Jake Dennis            | 1:11.740               |                        |          |              |              |  |  |        |        |
|  | Jake Dennis            | 1:11.740               | António Félix da Costa | 1:10.739 |              |              |  |  |        |        |
|  | B4-B1                  |                        | António Félix da Costa | 1:10.739 |              |              |  |  |        |        |
|  |                        | Jean-Éric Vergne       | 1:10.923               |          |              |              |  |  |        |        |
|  | Jean-Éric Vergne       | Jean-Éric Vergne       | 1:10.923               | 1:11.190 |              |              |  |  |        |        |
|  | Jean-Éric Vergne       |                        |                        | 1:11.190 |              |              |  |  |        |        |
|  | Maximilian Günther     | 1:11.532               |                        |          |              |              |  |  |        |        |
|  | Maximilian Günther     | 1:11.532               |                        |          |              |              |  |  |        |        |

### Startopstelling
| Pos | No | Coureur                | Team               |
| --- | -- | ---------------------- | ------------------ |
| 1   | 1  | Pascal Wehrlein        | Porsche            |
| 2   | 13 | António Félix da Costa | Porsche            |
| 3   | 25 | Jean-Éric Vergne       | DS                 |
| 4   | 23 | Oliver Rowland         | Nissan             |
| 5   | 9  | Mitch Evans            | Jaguar             |
| 6   | 7  | Maximilian Günther     | DS                 |
| 7   | 27 | Jake Dennis            | Andretti-Porsche   |
| 8   | 48 | Edoardo Mortara        | Mahindra           |
| 9   | 22 | Zane Maloney           | Lola-Yamaha-ABT    |
| 10  | 8  | Sam Bird               | McLaren-Nissan     |
| 11  | 51 | Nico Müller            | Andretti-Porsche   |
| 12  | 3  | David Beckmann         | Cupra Kiro-Porsche |
| 13  | 2  | Stoffel Vandoorne      | Maserati           |
| 14  | 21 | Nyck de Vries          | Mahindra           |
| 15  | 33 | Dan Ticktum            | Cupra Kiro-Porsche |
| 16  | 55 | Jake Hughes            | Maserati           |
| 17  | 11 | Lucas di Grassi        | Lola-Yamaha-ABT    |
| 18  | 17 | Norman Nato            | Nissan             |
| 19  | 5  | Taylor Barnard         | McLaren-Nissan     |
| 20  | 4  | Robin Frijns           | Envision-Jaguar    |
| 21  | 16 | Sébastien Buemi        | Envision-Jaguar    |
| 22  | 37 | Nick Cassidy           | Jaguar             |

## Race
| Pos | No | Coureur                | Team               | Rondes | Tijd/Oorzaak uitval | Grid | Punten |
| --- | -- | ---------------------- | ------------------ | ------ | ------------------- | ---- | ------ |
| 1   | 23 | Oliver Rowland         | Nissan             | 36     | 48:20.764           | 4    | 25     |
| 2   | 13 | António Félix da Costa | Porsche            | 36     | +0.400              | 2    | 18     |
| 3   | 1  | Pascal Wehrlein        | Porsche            | 36     | +1.855              | 1    | 18     |
| 4   | 27 | Jake Dennis            | Andretti-Porsche   | 36     | +2.000              | 7    | 13     |
| 5   | 25 | Jean-Éric Vergne       | DS                 | 36     | +2.965              | 3    | 10     |
| 6   | 7  | Maximilian Günther     | DS                 | 36     | +3.507              | 6    | 8      |
| 7   | 2  | Stoffel Vandoorne      | Maserati           | 36     | +4.491              | 13   | 6      |
| 8   | 21 | Nyck de Vries          | Mahindra           | 36     | +5.164              | 14   | 4      |
| 9   | 51 | Nico Müller            | Andretti-Porsche   | 36     | +6.070              | 11   | 2      |
| 10  | 55 | Jake Hughes            | Maserati           | 36     | +8.564              | 16   | 1      |
| 11  | 4  | Robin Frijns           | Envision-Jaguar    | 36     | +9.305              | 20   |        |
| 12  | 37 | Nick Cassidy           | Jaguar             | 36     | +10.821             | 22   |        |
| 13  | 17 | Norman Nato            | Nissan             | 36     | +11.073             | 18   |        |
| 14  | 5  | Taylor Barnard         | McLaren-Nissan     | 36     | +12.234             | 19   |        |
| 15  | 22 | Zane Maloney           | Lola-Yamaha-ABT    | 36     | +15.277             | 9    |        |
| 16  | 33 | Dan Ticktum            | Cupra Kiro-Porsche | 36     | +15.693             | 15   |        |
| 17  | 16 | Sébastien Buemi        | Envision-Jaguar    | 36     | +19.806             | 21   |        |
| 18  | 8  | Sam Bird               | McLaren-Nissan     | 36     | +21.329             | 10   |        |
| 19  | 48 | Edoardo Mortara        | Mahindra           | 36     | +24.044             | 8    |        |
| 20  | 11 | Lucas di Grassi        | Lola-Yamaha-ABT    | 36     | +39.841             | 17   |        |
| DNF | 9  | Mitch Evans            | Jaguar             | 30     | Ongeluk             | 5    |        |
| DNF | 3  | David Beckmann         | Cupra Kiro-Porsche | 27     | Ongeluk             | 12   |        |

## Tussenstanden wereldkampioenschap

### Coureurs
| Positie | No. | Rijder                 | Team             | Punten |
| ------- | --- | ---------------------- | ---------------- | ------ |
| 01      | 13  | António Félix da Costa | Porsche          | 37     |
| 02      | 23  | Oliver Rowland         | Nissan           | 25     |
| 03      | 9   | Mitch Evans            | Jaguar           | 25     |
| 04      | 1   | Pascal Wehrlein        | Porsche          | 21     |
| 05      | 5   | Taylor Barnard         | McLaren-Nissan   | 15     |
| 06      | 27  | Jake Dennis            | Andretti-Porsche | 13     |
| 07      | 8   | Sam Bird               | McLaren-Nissan   | 12     |
| 08      | 25  | Jean-Éric Vergne       | DS               | 12     |
| 09      | 21  | Nyck de Vries          | Mahindra         | 12     |
| 10      | 48  | Edoardo Mortara        | Mahindra         | 10     |

### Teams
| Positie | Team               | Punten |
| ------- | ------------------ | ------ |
| 01      | Porsche            | 58     |
| 02      | McLaren-Nissan     | 27     |
| 03      | Nissan             | 25     |
| 04      | Jaguar             | 25     |
| 05      | Mahindra           | 22     |
| 06      | DS                 | 20     |
| 07      | Andretti-Porsche   | 15     |
| 08      | Maserati           | 08     |
| 09      | Envision-Jaguar    | 06     |
| 10      | Cupra Kiro-Porsche | 04     |

### Constructeurs
| Pos. | Constructeur | Punten |
| ---- | ------------ | ------ |
| 01   | Porsche      | 55     |
| 02   | Nissan       | 54     |
| 03   | Jaguar       | 41     |
| 04   | Mahindra     | 26     |
| 05   | Stellantis   | 25     |
| 06   | Lola-Yamaha  | 01     |